# Philippe Noiret
Philippe Noiret (Lille, 1930. október 1. – Párizs, 2006. november 23.) BAFTA- és kétszeres César-díjas francia filmszínész.

## Életrajza
Noiret az észak-franciaországi Lille-ben született.
Miután többszöri próbálkozásra sem sikerült letennie az érettségit, a színházzal kezdett foglalkozni. A Centre Dramatique de l'Ouest-tel gyakorolt, majd a Théâtre National Populaire-rel járta a világot hét éven keresztül. Itt találkozott Monique Chaumette-tel, akit 1962-ben feleségül vett. Ez alatt az idő alatt Jean-Pierre Darras-val éjszakai mulatókban léptek fel komikus párosként.
A vásznon Agnès Varda 1956-os La Pointe Courte-jában szerepelt először, de egészen 1960-ig nem kapott szerepet. A Zazie a metrón (Zazie dans le métro) után a Therese Desqueyroux-ban játszik 1962-ben. Ezután a francia filmek gyakori szereplője, de nagyobb szerepeket nem kap egészen Jean-Paul Rappeneau 1966-os Élet a kastélyban (La vie de château) című filmjéig. Igazán híressé 1967-ben, az Alexandre le Bienheureux tette. Ettől kezdve tudta csak a filmeknek szentelni magát.
Nem volt alkalmas romantikus főszerepekre, ezért általában mindennapi embereket alakított. Ennek ellenére nem utasította el a fajsúlyosabb szerepeket sem, például játszott A nagy zabálásban (La Grande Bouffe), az 1973-as cannes-i botrányfilmben, amiben a főszereplők úgy követnek el öngyilkosságot, hogy halálra eszik magukat.
Első César-díját 1976-ban A bosszú (Le vieux fusil) című filmért kapta, a másodikat 1990-ben Az élet és semmi más (La vie et rien d'autre) c. filmbeli alakításáért.
Legismertebb szerepe Alfredo volt a Cinema Paradisóban és Pablo Neruda a Neruda postásában (Il Postino).
2006. november 23-án, csütörtökön halt meg rákban.
Magyar hangja legtöbbször, összesen 31 alkalommal Szilágyi Tibor volt.

## Filmjei
| Eredeti cím                               | Év   | Magyar cím/jegyzetek                                                   |
| ----------------------------------------- | ---- | ---------------------------------------------------------------------- |
| Gigi                                      | 1949 | Gigi                                                                   |
| Olivia                                    | 1950 |                                                                        |
| Agence matrimoniale                       | 1952 |                                                                        |
| La Pointe-Courte                          | 1955 | Párbeszéd, Agnès Varda-val                                             |
| Zazie dans le métro                       | 1960 | Zazie a metrón, rendezte Louis Malle                                   |
| Le rendez-vous                            | 1961 | A találkozó                                                            |
| Tout l’or du monde                        | 1961 | A világ minden aranya                                                  |
| Amours célèbres                           | 1961 | Híres szerelmek                                                        |
| Le Capitaine Fracasse                     | 1961 | Fracasse kapitány                                                      |
| Comme un poisson dans l’eau               | 1962 | Mint hal a vízből                                                      |
| Thérèse Desqueyroux                       | 1962 | Tékozló szív                                                           |
| Les copains                               | 1965 |                                                                        |
| Cyrano et d’Artagnan                      | 1964 | Cyrano és d'Artagnan                                                   |
| Lady L                                    | 1965 | Lady L                                                                 |
| La vie de château                         | 1965 | Élet a kastélyban, Catherine Deneuve-vel                               |
| Qui êtes-vous, Polly Maggoo?              | 1966 | Ki vagy te, Polly Maggoo?                                              |
| Tendre voyou                              | 1966 | Kedves csirkefogó                                                      |
| Alexandre le bienheureux                  | 1967 |                                                                        |
| Woman Times Seven                         | 1967 | A nő hétszer                                                           |
| The Night of the Generals                 | 1967 | Tábornokok éjszakája                                                   |
| The Assassination Bureau                  | 1969 | Bérgyilkossági hivatal                                                 |
| Topaz                                     | 1969 | Topáz, rendezte Alfred Hitchcock, Claude Jade-del és Michel Piccolivel |
| Clérambard                                | 1969 | Hector de Clérambard-ot játszotta                                      |
| Mr. Freedom                               | 1969 |                                                                        |
| Les caprices de Marie                     | 1970 | Marie szeszélyei                                                       |
| Murphy’s War                              | 1971 | Murphy háborúja                                                        |
| A Time for Loving                         | 1971 | Szoba Párizsban                                                        |
| La vieille fille                          | 1972 | A vénlány                                                              |
| La mandarine                              | 1972 | Mandarin                                                               |
| L’attentat                                | 1972 | Merénylők                                                              |
| Le serpent                                | 1973 | A kígyó                                                                |
| La grande bouffe                          | 1973 | A nagy zabálás, Philippe szerepében                                    |
| L’horloger de Saint-Paul                  | 1974 | A Saint-Paul órása                                                     |
| Touche pas a la femme blanche             | 1974 | Ne nyúlj a fehér nőhöz!                                                |
| Les gaspards                              | 1974 | A 'Gáspárok'                                                           |
| Que la fête commence…                     | 1975 | Kezdődjék hát az ünnep!                                                |
| Amici miei                                | 1975 | Férfiak póráz nélkül                                                   |
| Le vieux fusil                            | 1975 | A bosszú, Julien Dandieu szerepében                                    |
| Le juge et l’assassin                     | 1976 | A bíró és a gyilkos, Rousseau bíró szerepében                          |
| Monsieur Albert                           | 1976 | Monsieur Albert                                                        |
| Une femme à sa fenêtre                    | 1976 | Menekülés Görögországból                                               |
| Il comune senso del pudore                | 1976 | A köz szemérme                                                         |
| Il deserto dei tartari                    | 1976 | A tatárpuszta                                                          |
| Un taxi mauve                             | 1977 | Lila taxi                                                              |
| Le témoin                                 | 1978 | angol cím: The Witness                                                 |
| Who is killing the great chefs of Europe? | 1978 | Ki öli meg Európa nagy konyhafőnökeit?                                 |
| Tendre poulet                             | 1978 | A szoknyás zsaru                                                       |
| On a volé la cuisse de Jupiter            | 1980 | Ellopták Jupiter fenekét                                               |
| Une semaine de vacances                   | 1980 | Egy hét vakáció                                                        |
| Tre fratelli                              | 1981 | Három fivér                                                            |
| Coup de Torchon                           | 1981 | Nagytakarítás                                                          |
| L’étoile du nord                          | 1982 | Az egyiptomi utas                                                      |
| Amici miei, Atto II                       | 1982 |                                                                        |
| L’africain                                | 1983 | Az afrikai                                                             |
| Le grand carnaval                         | 1983 | A nagy karnevál                                                        |
| Fort Saganne                              | 1984 | A Saganne erőd                                                         |
| Souvenirs souvenirs                       | 1984 | Emlékek, emlékek                                                       |
| Qualcosa di biondo                        | 1984 | Szemünk fénye                                                          |
| Les ripoux                                | 1984 | Zsaroló zsaruk                                                         |
| L’été prochain                            | 1985 | Jövő nyáron                                                            |
| La famille                                | 1986 | A család                                                               |
| Speriamo che sia femmina                  | 1986 | Reméljük lány lesz!                                                    |
| Round Midnight                            | 1986 | Jazz Párizsban                                                         |
| Twist again à Moscou                      | 1986 | Twist Moszkvában                                                       |
| Masques                                   | 1987 | Maszkok                                                                |
| Chouans!                                  | 1988 | Huhogók!                                                               |
| Nuovo Cinema Paradiso                     | 1989 | Cinema Paradiso – rendezői változat                                    |
| Le retour des mousquetaires               | 1989 | A testőrök visszatérnek                                                |
| La vie et rien d’autre                    | 1989 | Az élet és semmi más                                                   |
| Ripoux contre ripoux                      | 1990 | Zsaroló zsaruk 2                                                       |
| Uranus                                    | 1990 | Uranus                                                                 |
| Rossini! Rossini!                         | 1991 |                                                                        |
| J’embrasse pas                            | 1991 | angol cím: I Do Not Kiss                                               |
| Zuppa di pesce                            | 1992 | Halászlé                                                               |
| Nous deux                                 | 1992 | Mi ketten                                                              |
| Max et Jérémie                            | 1992 | Mesterfogás                                                            |
| Tango                                     | 1993 | Tangó                                                                  |
| Grosse fatigue                            | 1994 | Segítség, csaló!                                                       |
| Il Postino                                | 1994 | Neruda postása, Maria Grazia Cucinottával és Massimo Troisivel         |
| La fille de d’Artagnan                    | 1994 | D'Artagnan lánya, Bertrand Tavernier-vel                               |
| Facciamo paradiso                         | 1995 | A mi földi paradicsomunk                                               |
| Une trop bruyante solitude                | 1996 | Túlságosan zajos magány                                                |
| Les grands ducs                           | 1996 | A nagyhercegek                                                         |
| Fantôme avec chauffeur                    | 1996 | Kísértet sofőrrel                                                      |
| Marianna Ucria                            | 1997 |                                                                        |
| Soleil                                    | 1997 | Nap, Sophia Lorennel                                                   |
| Le bossu                                  | 1997 | A púpos                                                                |
| Le Pique-nique de Lulu Kreutz             | 1999 | angol cím: The Picnic with Lulu Kreutz                                 |
| Les côtelettes                            | 2002 | angol cím: The Chops                                                   |
| Père et fils                              | 2002 | Apa csak egy van                                                       |
| Ripoux 3                                  | 2003 | Zsaroló zsaruk 3                                                       |
| Edy                                       | 2005 | Edy, a haláldíler                                                      |

## Érdekességek
- Tévésorozatban soha nem játszott, nem szerette a televíziót, amely szerinte a mozi halálát jelentette.
- A következő rendezőkkel kapta legemlékezetesebb szerepeit: Marco Ferreri, Louis Malle, Jean Delannoy, Giuseppe Tornatore, Bertrand Blier, Alfred Hitchcock.

## Fordítás
- Ez a szócikk részben vagy egészben  a   Philippe Noiret című francia Wikipédia-szócikk fordításán alapul.  Az eredeti cikk szerkesztőit annak laptörténete sorolja fel. Ez a jelzés csupán a megfogalmazás eredetét és a szerzői jogokat jelzi, nem szolgál a cikkben szereplő információk forrásmegjelöléseként.